# Kuba-Neuweltabendsegler
Der Kuba-Neuweltabendsegler (Nycticeius cubanus) ist ein im nordwestlichen Kuba verbreitetes Fledertier in der Gattung der Amerikanischen Abendsegler. Die Population wurde bis in die 1980er Jahre als Synonym oder Unterart des Schwarzschulter-Abendseglers (Nycticeius humeralis) geführt.

## Merkmale
Mit einer Kopf-Rumpf-Länge von etwa 52 mm, einer Unterarmlänge von 26,5 bis 32 mm, mit einem 24 bis 30 mm langem Schwanz und mit einem Gewicht von 4 bis 7 g erreicht die Art etwa dieselbe Größe wie andere Gattungsvertreter. Die Länge der Ohren beträgt 8 bis 10 mm. Andere Glattnasen auf Kuba sind größer. Die zu anderen Familien zählenden Arten Kleines Karibisches Trichterohr, Kuba-Mastino-Fledermaus (Mormopterus minutus) und Gervais-Trichterohr (Nyctiellus lepidus) sind etwas kleiner oder gleich groß. Kennzeichnend sind die Haare mit einer dunklen Basis und deutlich helleren Spitzen, was oberseits eine braune und unterseits eine olivbraune Färbung erzeugt. Es gibt keinen verbindenden Hautstreifen zwischen den Ohren und der Tragus erreicht die Mitte des Ohrs. Auf den Flughäuten sind keine Haare vorhanden. Abweichende Details der Zähne unterscheiden die Art von anderen Gattungsmitgliedern. Die 30 Zähne verteilen sich nach der Zahnformel I 1/3, C 1/1, P 1/2, M 3/3.

## Verbreitung
Die östliche Grenze des Verbreitungsgebiets reicht ungefähr von Cárdenas bis Cienfuegos. Der Kuba-Neuweltabendsegler lebt im Flach- und Hügelland bis 250 Meter Höhe. Das bevorzugte Habitat ist nicht bekannt.

## Lebensweise
Kleinere Gruppen mit etwa 26 Mitgliedern oder Einzelexemplare ruhen am Tage in selten genutzten Gebäuden oder in anderen von Menschen geschaffenen Verstecken. Die Jagd auf Gliedertiere wie Termiten, Arten der Lamponidae, Käfer, Schmetterlinge und Schaben beginnt während oder nach der Dämmerung. Auch später in der Nacht sind die Tiere aktiv. Sie fliegen recht langsam zwischen Gewächsen und können ihre Richtung mehrfach ändern. Die Rufe zur Echoortung sind in der ersten Phase 4 bis 12 Millisekunden lang, wobei die Frequenz von etwa 80 kHz auf ungefähr 40 kHz sinkt. In der zweiten Phase werden auch tiefere Frequenzen erreicht. Vermutlich gibt es jährlich nur eine Paarungszeit. Trächtige Weibchen mit zwei Embryos sind aus dem Mai bekannt.

## Gefährdung
Vermutlich wirken sich Landschaftsveränderungen und Orkane negativ auf den Bestand aus. Ob es früher im Osten Kubas eine Population gab, ist nicht bekannt. Laut Schätzungen nahm die Population in den 15 Jahren (drei Generationen) vor 2013 mit bis zu 25 Prozent ab. Die IUCN listet den Kuba-Neuweltabendsegler in der Vorwarnliste (near threatened).